# Ribeirão Dezenove
Der Ribeirão Dezenove ist ein etwa 16 km langer rechter Nebenfluss des Rio Ivaí im Norden des brasilianischen Bundesstaats Paraná.

## Etymologie
Dezenove bedeutet neunzehn (19). Im Zuge der Landvermessung und Kartierung durch die Companhia Melhoramentos Norte do Paraná erhielten die unzähligen Bäche vorläufig fortlaufende Nummern. Diese wurden sukzessive durch aussagekräftigere Namen ersetzt. Nur wenige Nummernnamen sind noch übrig, zum Beispiel der Córrego 215 kurz vor der Mündung des Rio Ivaí und eben der Ribeirão Dezenove.

## Geografie

### Lage
Das Einzugsgebiet des Ribeirão Dezenove befindet sich auf dem Terceiro Planalto Paranaense (Dritte oder Guarapuava-Hochebene von Paraná).

### Verlauf
Sein Quellgebiet liegt im Munizip Tamboara auf 396 m Meereshöhe etwa 3 km südwestlich des Hauptorts in der Nähe der PR-492.
Der Fluss verläuft in südwestlicher Richtung. Nach etwa 5 km verlässt er Tamboara und bildet in seinem restlichen Verlauf die Grenze zwischen den beiden Munizipien Paraíso do Norte und São Carlos do Ivaí. Er mündet auf 255 m Höhe von rechts in den Rio Ivaí. Er ist etwa 16 km lang.

### Munizipien im Einzugsgebiet
Am Ribeirão Dezenove liegen die drei Munizipien Tamboara, Paraíso do Norte und São Carlos do Ivaí. 